# Boeing 747SP
Boeing 747SP є модифікацією моделі Boeing 747, що призначена для наддалеких перельотів. SP означає «Special Performance» («особливі характеристики»). У порівнянні з попередником, Boeing 747-100, 747SP зберіг компонування широкофюзеляжного чотиримоторного двопалубного літака, однак має укорочений фюзеляж, збільшене хвостове оперення і спрощену механізацію крила. Зниження ваги за рахунок укороченого фюзеляжу дозволило досягти більшої дальності і швидкості польоту в порівнянні з іншими модифікаціями 747.
Літак розроблявся під позначенням 747SB (short body — укорочений фюзеляж), а потім був перейменований в 747SP. Модифікація створювалася на замовлення Pan American World Airways і Iran Air. PanAm був потрібен місткий літак для польотів з Нью-Йорка на Близький Схід, а авіакомпанія Iran Air планувала відкрити рейс Тегеран-Нью-Йорк. Крім того, Boeing планував створити середньорозмірний широкофюзеляжний літак, що здатний конкурувати з популярними на той час тримоторними літаками.
Перший літак 747SP вийшов на лінію Pan Am в 1976 році. Пізніше цю машину експлуатували в ролі приватного і урядового літака. У ході експлуатації 747SP встановив кілька авіаційних рекордів, проте продажі залишали бажати кращого. Виробництво обмежилося 45-ма екземплярами.

## Розробка
Замовлення на розробку 747SP надійшло від авіакомпанії Pan Am, що потребувала модифікацію Boeing 747, яка здатна з повним завантаженням обслуговувати найдовший рейс авіакомпанії з Нью-Йорка в Токіо. До замовлення Pan Am приєдналася авіакомпанія Iran Air. Вони висловили інтерес до авіалайнеру підвищеної місткості, що буде здатен обслуговувати близькосхідні рейси Pan Am і запланований рейс Iran Air Тегеран — Нью-Йорк, який на той час був найдовшим безпосадковим рейсом у світі. Літак був запущений в розробку після отримання першого замовлення Pan Am в 1973 році. Перший екземпляр був поставлений замовнику у 1976-му.

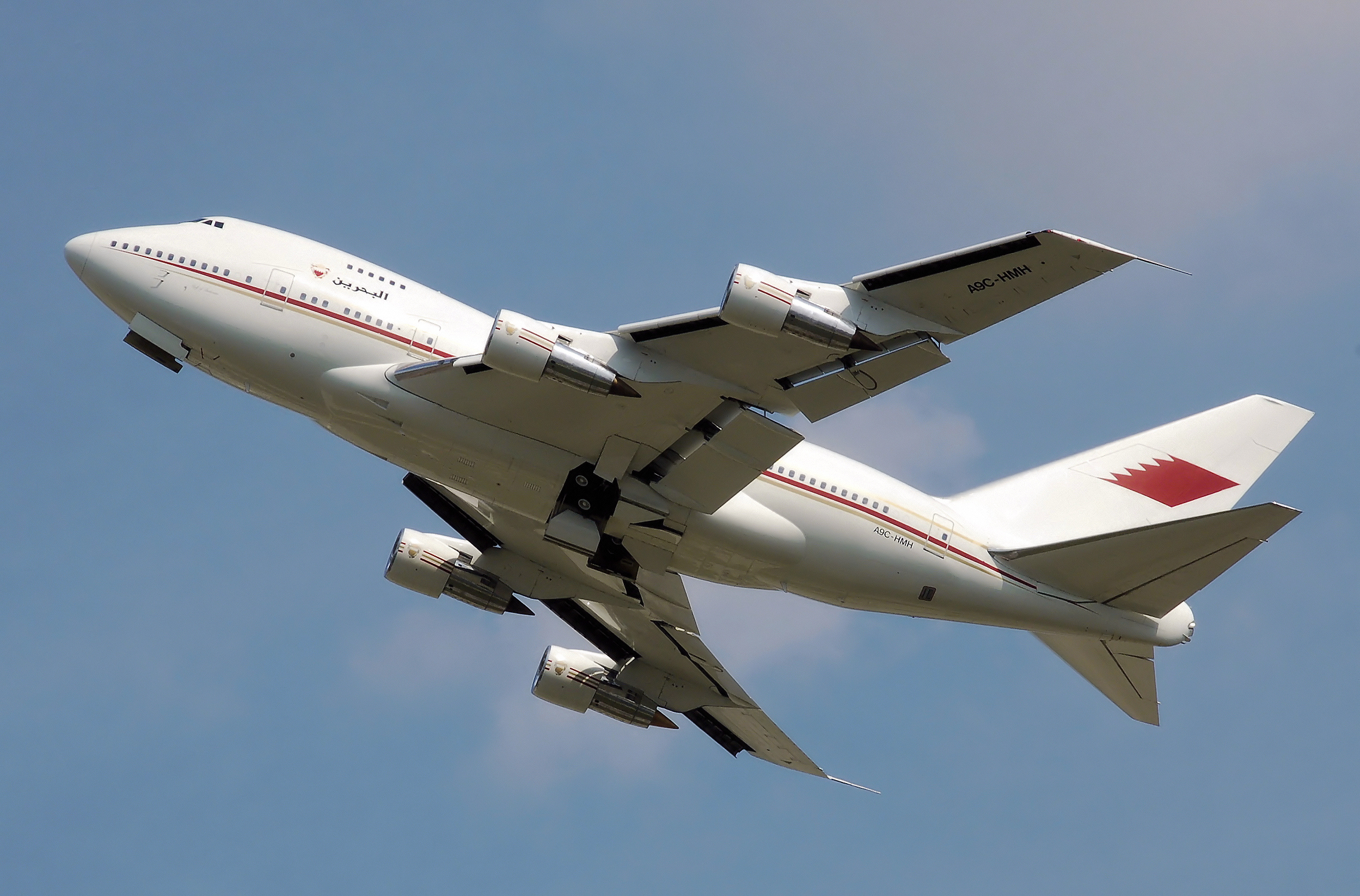
Boeing 747SP авіакомпанії Bahrain Royal Flight

Boeing 747SP є вкороченою версією Boeing 747-100 і повинен був задовольняти двом ринковим вимогам. Перше — скласти конкуренцію McDonnell Douglas DC-10 і Lockheed L-1011 при максимальній уніфікації з основною моделлю Boeing 747, яка за багатьма показниками виявилася занадто великою для багатьох маршрутів. У Boeing в той час не було середньорозмірного широкофюзеляжного літака, здатного конкурувати в цьому сегменті. Другою вимогою було створення літака, здатного здійснювати наддовгі рейси, які почали з'являтися в середині 1970-х. Для таких рейсів потрібен літак, який володіє не тільки більшою дальністю, але і більш високою крейсерською швидкістю. Boeing не міг собі дозволити розробку нової моделі, тому було вирішено скоротити наявну модель 747 і збільшити її дальність і швидкість за рахунок зниження місткості. Виробництво Boeing 747SP тривало з 1976 року по 1983 рік. Однак у 1987 році на замовлення авіакомпанії, яка обслуговувала королівську сім'ю емірату Абу-Дабі, був виготовлений останній SP.

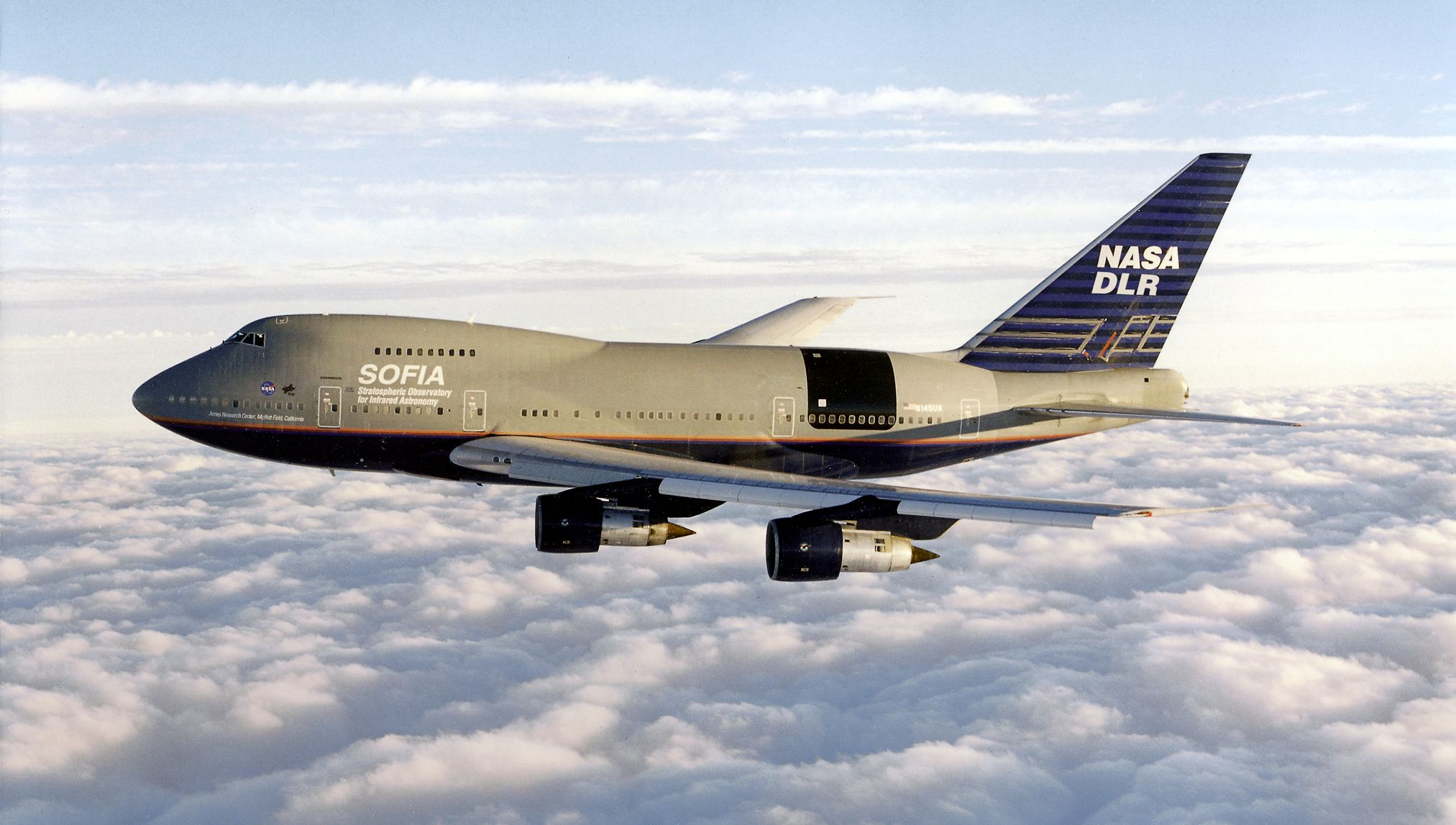
Boeing 747SP до переробки в Стратосферну обсерваторію ІЧ-астрономії в 1997 в кольорах United Airlines.

Особливою модифікацією Boeing 747SP є Стратосферна обсерваторія ІЧ-астрономії ,, яка являє собою Boeing 747SP, що здатний піднімати телескоп діаметром 2,5 метри на велику висоту, де відсутні 99,9 % світлопоглинаючих атмосферних газів.

## Конструкція
Окрім вкороченого фюзеляжу і меншої кількості дверей (на одну менше з кожного боку), Boeing 747SP відрізняється від інших модифікацій Boeing 747 спрощеною механізацією крила і збільшеним вертикальним оперенням. На 747SP встановлювалися однощілинні закрилки замість більш вузьких двощілинних на головній моделі. Boeing 747SP також був першим і — до появи Boeing 777-200LR — єдиним літаком Boeing, розмах крила якого перевищує довжину фюзеляжу.

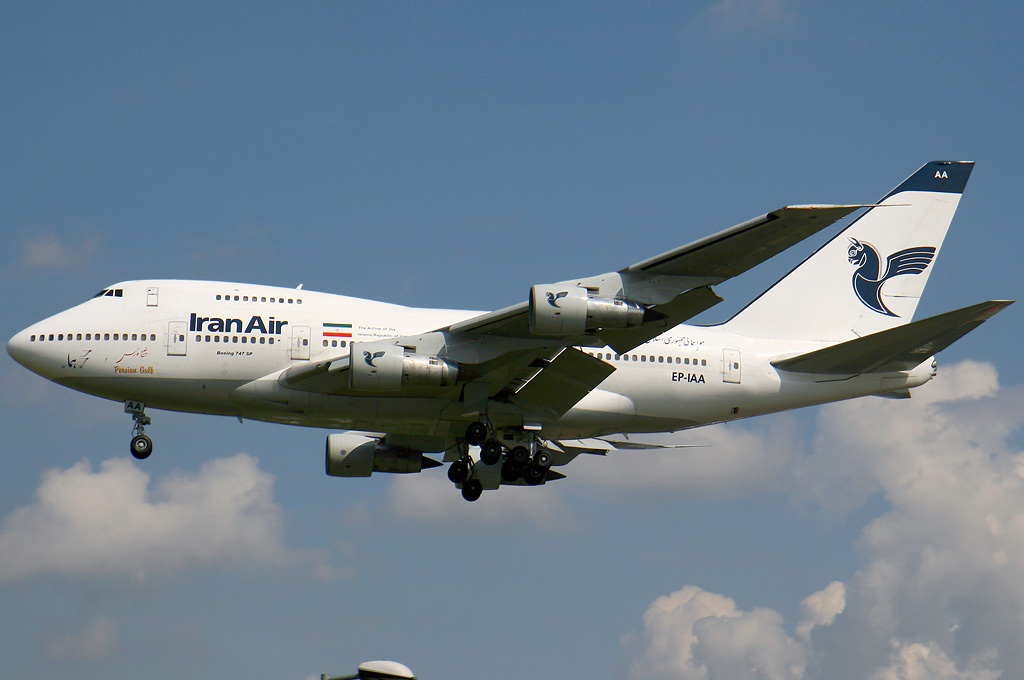
Boeing 747SP авіакомпанії Iran Air

747SP вміщує 230 пасажирів в стандартному 3-класному компонуванні і 331 — у двокласному (303 місця в салоні економ-класу і 28 — у салоні бізнес-класу); максимальна місткість модифікації становить 440 пасажирів. Первісне позначення 747SB часто жартома розшифровувалася як «Sutter's balloon» (повітряна куля Саттера) на честь Джо Саттера, головного конструктора моделі. Boeing пізніше змінив позначення на 747SP («special performance» — «покращені характеристики»), щоб підкреслити видатні дальність і швидкість літака. Авіакомпанія Pan Am стала головним замовником модифікації 747SP і 5 березня 1976 року отримала перший примірник, названий Clipper Freedom («Кліппер Свобода» — всі Boeing 747 авіакомпанії Pan Am мали власні імена, що починаються зі слова Clipper).. Потім почалися поставки літаків авіакомпанії Iran Air.
До 1989 року, коли з'явився Boeing 747-400, 747SP був самим далекомагістральних авіалайнером у світі. Незважаючи на видатні технічні досягнення, продажі модифікації 747SP так і не досягли обсягів, на які розраховував Boeing. Причинами стали різке підвищення цін на авіапаливо в середині 1970-х — початку 1980-х, важке крило, великі експлуатаційні витрати, менша місткість і зростаюча дальність польоту літаків-конкурентів. Було побудовано всього 45 машин; більшість, з тих, що залишаються в строю, експлуатуються на Близькому Сході. Однак, деякі напрацювання з 747SP були використані при створенні Боїнг 747-300 і 747-400. На 747SP верхня палуба починається над центропланом, а не попереду нього, як у Boeing 747-100 і 747-200. Таке ж компонування було використане при створенні модифікацій 747-300 і 747-400, що дозволило збільшити місткість верхньої палуби.

## Експлуатанти

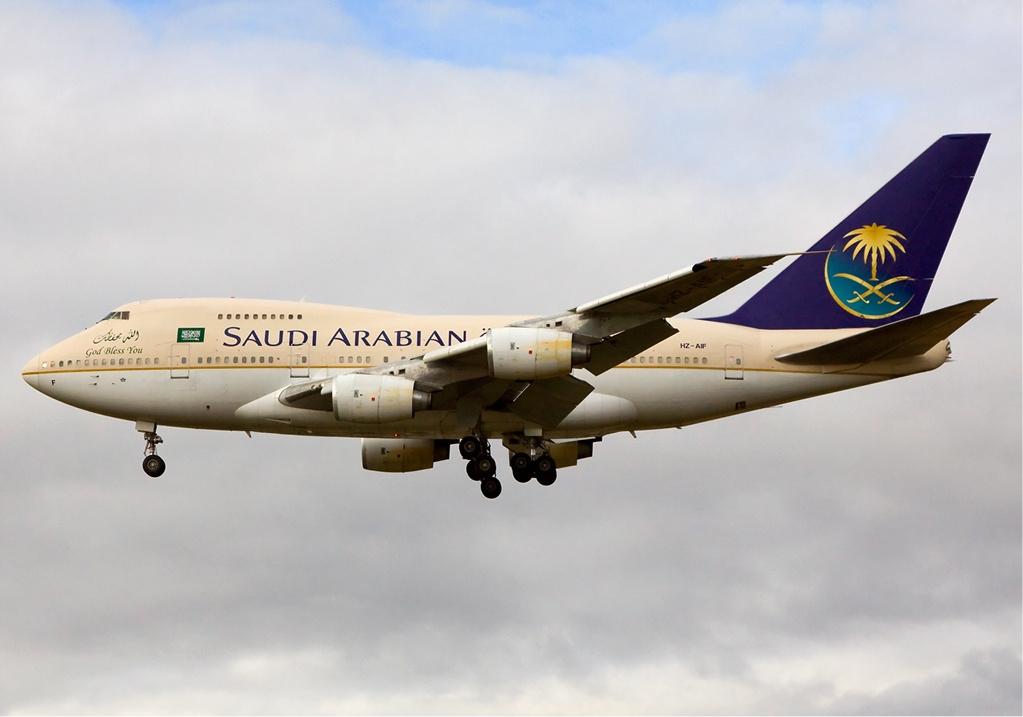
Boeing 747SP, що належить королівській сім'ї Саудівської Аравії

З 1974-го по 1989 рік було побудовано 45 літаків 747SP. Станом на грудень 2008 року, 17 з них експлуатувалися, 16 були утилізовані та ще 12 відправлені на розбирання або на зберігання в музеї.

### Виробництво
| 747-SP | 45 | 1 | 4 | 6 | 9 | 5 | 2 | 4 | 14 |

### Активні екземпляри
Нижче наведено список організацій, що експлуатують активні екземпляри 747SP.
- Уряд Ємену (1)
- Уряд Катару (1)
- Уряд Саудівської Аравії (2)
- Уряд Бахрейну (1)
- Уряд Оману (1)

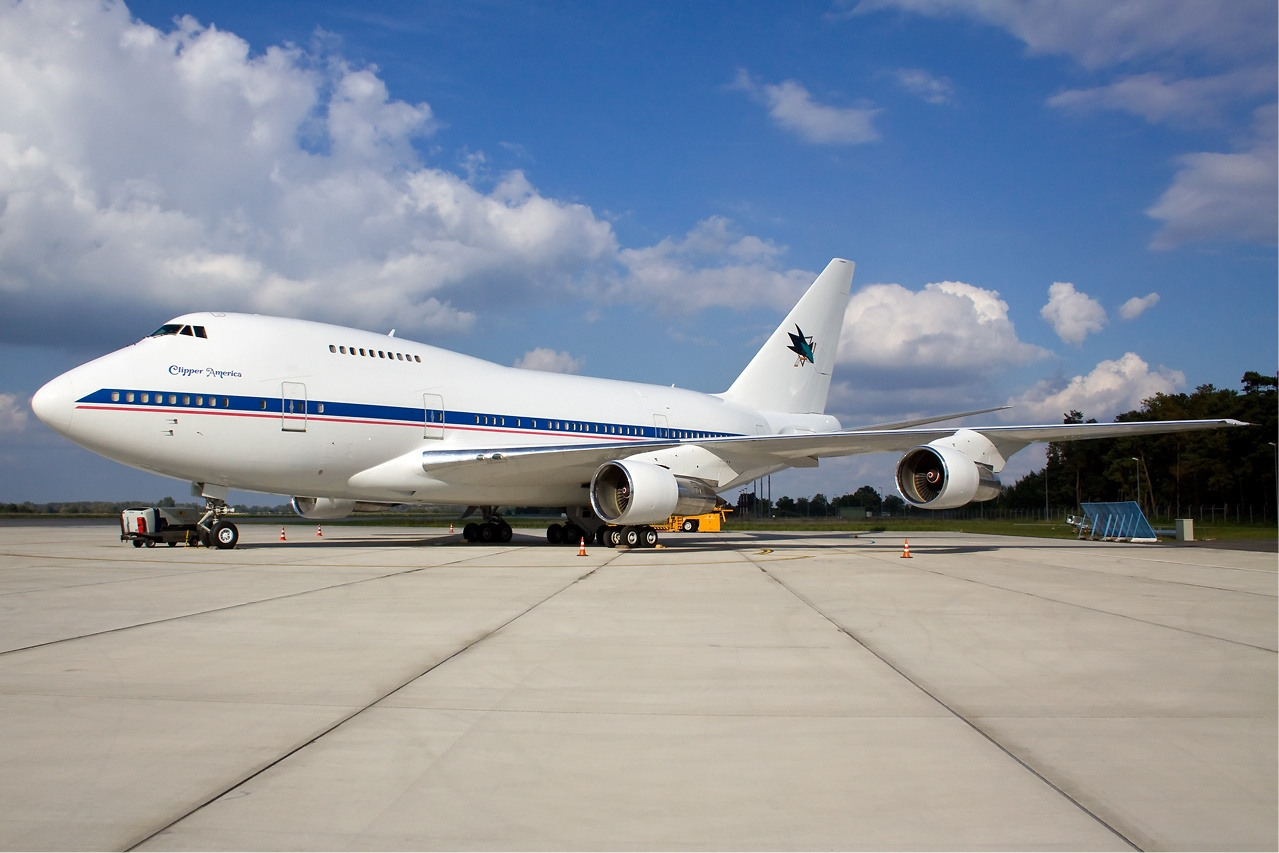
корпоративний Boeing 747SP компанії Fry's Electronics

- NASA — Стратосферна обсерваторія ІЧ-астрономії (1)
- Las Vegas Sands (2)
- Iran Air (регулярні рейси) (1)
- Saudia (корпоративні та урядові перевезення) (1)
- Pratt & Whitney Літаюча лабораторія (2)
- Fry's Electronics, іноді у розфарбуванні Балету Сан-Хосе (1)
- Syrian Arab Airlines (2)
- Телепроповідник Ернест Енглі (1)

## Рекорди
Усього відбулося 3 комерційних навколосвітніх рейсу; два з них — на літаках 747SP авіакомпанії Pan Am, ще один — на літаку авіакомпанії United Airlines. Останній був наданий фонду «Friendship Foundation» для збору коштів.
- Liberty Bell Express[3]—З Нью-Йорка в Нью-Йорк 1-3 травня 1976 року. Дві проміжні посадки в Нью-Делі і Токіо. Навколосвітній політ тривав 46 годин 26 хвилин.[3]
- Рейс 50 Pan Am — на честь 50-річчя авіакомпанії. Рейс відбувся 28-30 жовтня 1977 року з Сан-Франциско і тривав 54 години 7 хвилин 12 секунд. Три проміжні зупинки в Лондоні, Кейптауні і Окленді. Рейс 50 пролетів над Північним і Південним полюсами.
- Friendship One[3] — 29-31 січня 1988 року з Сіетла в Сіетл. Дві проміжні зупинки в Афінах і Тайбеї. Рекорд протримався менше місяця і був побитий літаком Gulfstream IV, пілотованим на деяких ділянках генеральним директором Gulfstream Aerospace Елом Полсоном. Навколосвітній політ тривав 35 годин 54 хвилини.[3]

## Аварії та інциденти
- 19 лютого 1985 року під час рейсу 006 Тайбей — Лос-Анджелес, що виконувався авіакомпанією China Airlines на літаку 747SP-09 (бортовий номер N4522V) з 274 пасажирами на борту, сталася відмова четвертого (правого крайнього) двигуна. Поки екіпаж намагався запустити двигун, літак на висоті 13700 м увійшов у глибокий правий крен, а потім у круте пікірування. Перевантаження планера склало від 4,8 до 5,1 g. За деякими даними, під час маневру літак перевищив швидкість звуку. На висоті 2900 м КПС зумів стабілізувати літак і вдало приземлився в Сан-Франциско. Два пасажира отримали поранення, літак отримав серйозні пошкодження.[8]
- 5 жовтня 1998 року на літаку Boeing 747SP-44 авіакомпанії South African Airways (бортовий номер ZS-SPF), який виконував рейс авіакомпанії Linhas Aéreas de Mozambique, сталося руйнування третього (правого внутрішнього) двигуна. Незабаром після зльоту з Мапуту двигун № 3 (Pratt & Whitney JT9D-7FW) зруйнувався. Уламки пошкодили двигун № 4 і крило. Виникла пожежа, яку відразу загасити не вдалося. В ході аварійної посадки ніхто з 66 людей на борту не постраждав. Літак був списаний.[9]

## Технічні характеристики
| Модель                  | 747SP                                                 |
| ----------------------- | ----------------------------------------------------- |
| Екіпаж                  | 3 (2 пілота, бортінженер)                             |
| Пасажиромісткість       | 331 (28 бізнес-клас, 303 економ)                      |
| Довжина                 | 56,31 м                                               |
| Розмах крила            | 59,64 м                                               |
| Площа крила             | 511 м2                                                |
| Висота                  | 20,06 м                                               |
| Маса порожнього         | 152 780 кг                                            |
| Максимальна злітна маса | 304 000 кг                                            |
| Двигуни (x 4)           | Pratt & Whitney JT9D-7R4W або Rolls-Royce RB211-524C2 |
| Тяга (x 4)              | 206,8 кН                                              |
| Макс. швидкість         | 1 095 км/год                                          |
| Крейсерська швидкість   | 990 км/год                                            |
| Стеля                   | 13 750 м                                              |
| Дальність польоту       | 12 325 км з 276 пасажирами                            |

Джерело: Boeing Commercial Airplanes і Airliners.net

## Аналогічні літаки
- Airbus A330
- Airbus A340
- Airbus A350
- Іл-96